# Mikhaïl Katchénovski
Mikhaïl Trofimovitch Katchenovski (en russe : Михаи́л Трофи́мович Качено́вский, né le 12 novembre 1775  à Kharkov, mort le 1er mai 1842 à Moscou) est un professeur d'histoire russe.
Fondateur d'une école historique inféodée au scepticisme, mais défenseur attitré du classicisme et du statu quo littéraire, politique et social.

## Sources
- Une partie de cet article est une copie de l'ouvrage Littérature russe de Kazimierz Waliszewski, aujourd'hui dans le domaine public.